# Bernard Coard
Winston Bernard Coard (* 10. August 1944 in Victoria) ist ein grenadischer Politiker.

## Leben
Coard war seit seiner Jugend politisch interessiert. Der Besuch der Grenada Boy’s Secondary School brachte ihm die Bekanntschaft und Freundschaft mit dem ebenfalls dort lernenden Maurice Bishop ein. Zusammen gründeten sie 1962 die Grenada Assembly of Youth After Truth und hielten öffentliche Vorträge in Grenadas Hauptstadt St. George’s.
Coard studierte in den USA Soziologie und Wirtschaftswissenschaft an der privaten Brandeis University in Waltham (Massachusetts). In den USA trat er auch der Kommunistischen Partei bei. 1967 ging er nach Großbritannien und arbeitete für zwei Jahre als Lehrer in London. An der University of Sussex studierte Coard ab 1969 Politische Ökonomie. Während dieser Zeit war er Mitglied der Kommunistischen Partei Großbritanniens.
Nach erfolgreichem Abschluss des Studiums kehrte Coard in die Karibik zurück. In Jamaika war er als Dozent an der dortigen University of the West Indies tätig. Er wurde Mitglied der Worker's Liberation League, deren Manifest er entscheidend mitgestaltete. Von 1972 bis 1974 arbeitete er auch am Institute of International Relations.
1976 kehrte Coard nach Grenada zurück, welches von Sir Eric Gairy regiert wurde und trat Bishops New Jewel Movement (NJM) bei. Bei den Wahlen 1976 bewarb er sich erfolgreich um einen Sitz im Parlament. Allerdings konnte sich die NJM insgesamt nicht durchsetzen und musste sich mit der Oppositionsrolle begnügen. 1977 gründete Coard innerhalb der NJM den linken Schulungszirkel Organization for Revolution, Education and Liberation (OREL) (Organisation für Revolution, Erziehung und Befreiung).
Der Führungsstil von Premierminister Eric Gairy war geprägt von Einschüchterung, Unterdrückung und Verfolgung von Oppositionellen, wobei er vom chilenischen Diktator Augusto Pinochet unterstützt wurde. Bishop und Coard nahmen darauf Kontakt zu Fidel Castro in Kuba auf. Während eines Aufenthaltes Gairys bei der UNO in New York wurde die Regierung von der NJM in einer relativ friedlichen Revolution am 13. März 1979 abgesetzt.
Während Bishop neuer Premierminister wurde, bekleidete Coard in der neugebildeten Regierung fortan die Ämter des Vize-Premierministers bzw. des Ministers für Finanzen, Handel und Planung. Coard, der in der Bevölkerung nicht so beliebt wie Bishop war, sammelte in der OREL einflussreiche Mitglieder der NJM um sich; neben seiner eigenen Ehefrau Phyllis Coard, welche zu der Zeit das Amt der Präsidentin des Frauenbundes innehatte, waren dies der stellvertretende Verteidigungsminister Ewart Layne sowie Major Leon Cornwall. Außerdem pflegte Coard zu diversen kommunistischen Parteien der Region engen Kontakt. Schließlich trat er 1982 aus dem Zentralkomitee mit dem Vorwurf aus, dieses würde die eigenen revolutionären Ziele nicht mehr verfolgen.
In einem Staatsstreich wurde Bishop im Oktober 1983 von Mitgliedern der eigenen Bewegung NJM unter Bernard Coard gestürzt und am 19. Oktober 1983 exekutiert. Auf Bitten der Organisation der Ost-Karibischen Staaten (OECS) begann am 25. Oktober 1983 die Invasion durch die USA, welche den Sturz Coards und seines Regimes zur Folge hatte.
Coard wurde zusammen mit seiner Ehefrau Phyllis Coard sowie den Mitgliedern der NJM Selwyn Strachan, John Ventour, Liam James und Keith Roberts inhaftiert. Im August 1986 wurde er von einem Gericht zum Tode verurteilt. Diese Strafe wurde nicht vollzogen und 1991 in lebenslange Haft im Gefängnis Richmond Hill Prison umgewandelt.
Im September 2004 zerstörte der Hurrikan Ivan das Gefängnis. Viele Häftlinge flohen daraufhin; Coard blieb. 2007 wurde sein Urteil in eine 30-jährige Gefängnisstrafe umgewandelt (inklusive der bereits verbüßten Zeit). Am 5. September 2009 wurde Coard aus der Haft entlassen.
Bernard Coard hat drei Kinder: Sola Coard (* 1971), Abiola Coard (* 1972) und Neto Coard (* 1979).

## Schriften
- How the West Indian Child is Made Educationally Subnormal in the British School System (1971)